# Михув
Михув (пол. Mychów) — село в Польщі, у гміні Бодзехув Островецького повіту Свентокшиського воєводства.
Населення — 322 особи (2011).
У 1975-1998 роках село належало до Келецького воєводства.

## Демографія
Демографічна структура на день 31 березня 2011 року:
|          | Загалом | Допрацездатний вік | Працездатний вік | Постпрацездатний вік |
| -------- | ------- | ------------------ | ---------------- | -------------------- |
| Чоловіки | 164     | 43                 | 101              | 20                   |
| Жінки    | 158     | 36                 | 85               | 37                   |
| Разом    | 322     | 79                 | 186              | 57                   |